# يوبي (ياماغوتشي)
مدينة يوبي (بالإنجليزية: Ube)‏ هي أحد المدن التابعة لمحافظة ياماغوتشي. تأسست رسميًا في 01/11/1921. ويقدر عدد سكانها بـ 176370 نسمة حسب تقدير مكتب الإحصاء الياباني لعام 2012. تبلغ مساحة يوبي 287.69 كم2. بكثافة سكانية تبلغ 613 نسمة/كم2.

## توأمة
ليوبي (ياماغوتشي) اتفاقيات توأمة مع:
- ويهاي

## أعلام
- تشيكارا فوجيموتو
- هيتومي هارادا
- كازو هارا
- هيدياكي أنو
- ريوتا تاكاسوجي